# Steve Gulley
Steve Gulley (Cumberland Gap (Tennessee), 20 september 1962 – Knoxville (Tennessee), 18 augustus 2020) was een Amerikaanse singer-songwriter van de bluegrass. Hij kreeg bekendheid als castlid bij de Renfro Valley Barn Dance. Hij was een van de oprichters van de band Mountain Heart, waar hij leadzanger was tot hij in 2006 vertrok. Hij vormde vervolgens Grasstowne en later Steve Gulley & New Pinnacle, samen met het opnemen van solo- en samenwerkingsalbums. Hij verscheen meer dan 90 keer in de Grand Ole Opry.
Zijn zoon Brad Gulley was zanger en gitarist van de bluegrassband Cumberland River.

## Overlijden
Steve Gulley overleed in augustus 2020 op 57-jarige leeftijd.